# Lesley Chiang
Lesley Chiang (chiń. 姜麗文; ur. 28 stycznia 1986 w Hongkongu) – hongkońska piosenkarka. W 2009 roku wystąpiła w filmie Incydent.

## Filmografia

### Jako aktorka
| Rok  | Tytuł    |
| ---- | -------- |
| 2009 | Incydent |

## Nagrody i nominacje
| Rok  | Nagroda                          | Kategoria    | Wynik     |
| ---- | -------------------------------- | ------------ | --------- |
| 2014 | Top Ten Chinese Gold Songs Award | Merit Awards | Nominacja |